# Vilim I. de la Roche
Vilim I. de la Roche (francuski Guillaume Ier de la Roche, grčki Γουλιέλμος ντε Λα Ρος) (? – 1287.) bio je grčki plemić francuskog porijekla, vojvoda Atene u srednjem vijeku.
Bio je sin Guya I. de la Rochea, koji je bio drugi vojvoda Atene te lord Tebe, a oženio je ženu iz porodice de Bruyeres. Ona je bila majka Vilima i njegovog brata Ivana I. de la Rochea, kojeg je Vilim naslijedio 1280.
Vilim je bio u dobrom odnosu s vladarom Tesalije Ivanom I. Dukom, koji je sa svojom ženom Hipomonom imao kćer Helenu, koja se za Vilima udala. Sin Helene i Vilima bio je Guy II. de la Roche.
Vilimova vladavina bila je kratka i mirna. Preuzeo je kontrolu nad Lamijom (Λαμία) i Gardikijem (Γαρδίκι) te dao sagraditi dvorac Dimatru.
1286. Vilim je odlučio da će nasljednik Izabele Pallavicini biti njen bratić Toma Pallavicini.